# 大漢四川軍政府
大漢四川軍政府成立于1911年11月27日，主要以大汉旗作為政權象徵。

## 沿革
1911年9月25日，吴玉章、王天杰在荣县宣告独立，建立四川境內第一个县级革命政权——荣县军政府。11月21日，广安州独立，成立大汉蜀北军政府，吴崇周任都督，张观风任副都督。11月22日，重庆独立，成立蜀军政府。11月27日，大汉四川军政府成立，蒲殿俊任都督。其独立宣言为：“夫川人以争路与政府相抵抗，猛历进行，万死不顾。不二三月，闻天下土崩。各省次第宣告独立，吾川灿烂光华之大汉独立军政府，亦于今日告其成。大汉四川军政府之宗旨，基于世界之公理，人道主义组织共和宪法，以巩固我大汉联邦之帝国而与世罔极，所当与吾川七千万人子子孙孙共守之。”12月8日，川军士兵因不满军饷欠发而发动成都兵变。蒲殿俊和朱庆澜因无法收拾局面而逃走。新軍教練處會辦尹昌衡平定了此事件，又率领纠集起来的部队，率兵攻入總督轅門，斬殺清邊務大臣趙爾豐。因为镇压暴动的功绩，尹昌衡被成都各界拥戴为都督。尹昌衡推动了军政府的改组，并稳定了局势。
大汉四川军政府成立后，四川就出现了蓉、渝两个军政府并存的局面。尹昌衡曾打算武力统一，蜀军政府也曾邀滇军入川帮助统一，后经各方调解协商，尹昌衡放弃武力统一，滇军也退出四川，双方于1912年1月派代表在重庆会商，并于2月2日协定：以成都为政治中心，设四川都督府，以蓉、渝两处都督分任正副都督；重庆为重镇，设镇抚府。2月2日，大汉四川军政府改称四川军政府。4月27日，四川军政府与蜀军政府正式合并，四川都督府成立。全川统一，四川军政府、蜀军政府终结。尹昌衡任四川都督府都督，张培爵任副都督，重庆镇抚府以夏之时为镇抚总长。